# Graphocephala hieroglyphica
Graphocephala hieroglyphica är en insektsart som först beskrevs av Thomas Say 1830.  Graphocephala hieroglyphica ingår i släktet Graphocephala och familjen dvärgstritar. Utöver nominatformen finns också underarten G. h. atra.